# Rial tunisien
Pour les articles homonymes, voir Rial.
Le rial tunisien (arabe : ريال تونسي soit riyâl) ou piastre (sebili) est une ancienne monnaie de la Tunisie ottomane utilisée jusqu'au 1er juillet 1891 date à laquelle elle est remplacée par le franc tunisien.

## Histoire monétaire
Selon Paul Sebag, un premier atelier monétaire moderne ouvre à Tunis vers 1574-1575, juste après la conquête de la ville par les forces ottomanes. Confié à des orfèvres juifs, cet atelier frappe des rials et des nasrys en argent, une monnaie de cuivre, appelée fels, et même quelques soultanis en or.
Selon Chester Krause, tous les pièces et billets de ce territoire sont fabriqués à Tunis avant 1891. Il ajoute que les premières traces de monnaies ottomanes portant la mention spécifique de Tunis apparaissent au XVIIIe siècle, bien avant le règne de Sélim III, et la mention courante est alors douriba fi tounis (frappée à Tunis). Par la suite, la mention en cursive gravée sur les coins est al-mamlaka al-tunisiya (« royaume de Tunisie »). À partir de 1882, le nom du sultan disparaît.

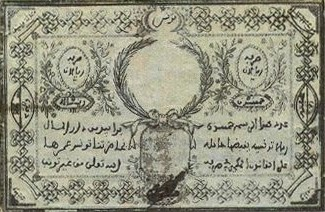
Coupure de 50 rials (1847), 1er billet imprimé à Tunis émis avec l'aval de la Banque de Constantinople, sous le règne du sultan Abdülmecid et d'Ahmed Ier Bey.

Avant la réforme de 1847-1855, le système monétaire est très complexe du point de vue comptable et onomastique. Résolument non-décimal, héritier à la fois des traditions byzantines, persanes et romaines, le mot riyâl (persan : ﷼) est d'origine perse. On peut résumer les équivalences des différentes monnaies divisionnaires de la façon suivante :
- 1 rial sebili (piastre) = 16 kharouba (caroubes) = 208 fels reqyq = 104 nasry = 1 248 qafsi
- 1 kharouba = 13 fels ou bourbes
- 1 nasry (ou asper) = 2 fels = 1/52e de rial
- 1 fels = 6 qafsi (bourbines)

Selon le décret beylical du 23 octobre 1855, un rial équivaut à 2,7873 grammes d'argent pur ou à 0,1755 g d'or pur, obéissant ici à un système bi-métallique.

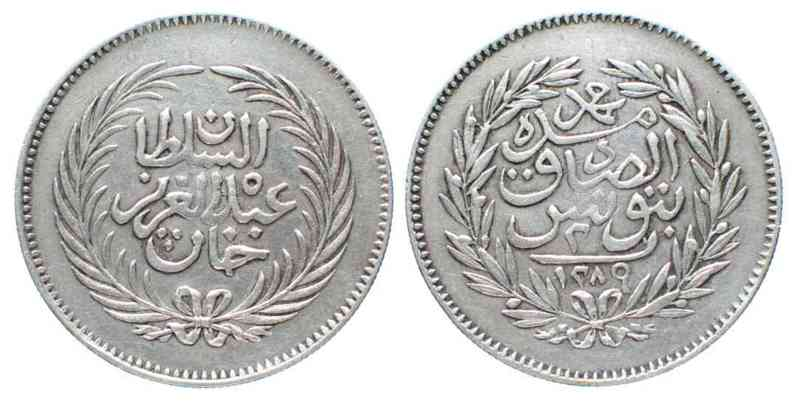
Pièce de 2 rials en argent de 6,27 g aux armes du sultan Abdülaziz et de Sadok Bey (1872).

La monnaie d'or est représentée avant la réforme par le soultani (altun ottoman), pesant entre 2,50 et 3,50 grammes environ et à 986 millièmes pour certains titrages, qui est frappée à Istanbul, mais on connaît des exemplaires frappés à Tunis en 1820. La conversion entre soultani d'or et rials d'argent varie sensiblement selon le volume des stocks d'or et d'argent présents dans les différentes villes fortes de l'Empire ottoman, exactement comme en Europe, au temps des réformations. La réforme introduit des pièces d'or à valeurs décimales, entre 5 et 100 piastres, à partir des années 1855-1856 ; elles sont considérées comme des monnaies assez rares.
Dès 1881-1882, les monnaies sont légendées au nom du bey et du protectorat français mais seulement en arabe. Certaines monnaies indiquent une équivalence rial-franc, par exemple la pièce de 25 rials-or frappée en 1887-1888 est indiquée valoir 15 francs.
Toutes les monnaies divisionnaires tunisiennes sont frappées au Bardo. Le premier billet de banque tunisien est émis en 1847 et affiche une valeur de cinquante rials.

## Évolution
Les rials tunisiens subissent successivement plusieurs variations dans leur poids et leur titre, cette altération ayant principalement lieu à partir de la fin du règne d'Hussein II Bey (1784-1835). En effet, celui-ci fait frapper des pièces d'une piastre en billon, c'est-à-dire qu'une couche d'argent plus ou moins épaisse recouvre un coin en bronze, et cette alliage varie en fonction des stocks de métal. Une piastre pèsent à l'origine 15,2642 grammes tandis qu'au fil des années, le poids des suivantes tombe à 11,481 grammes.

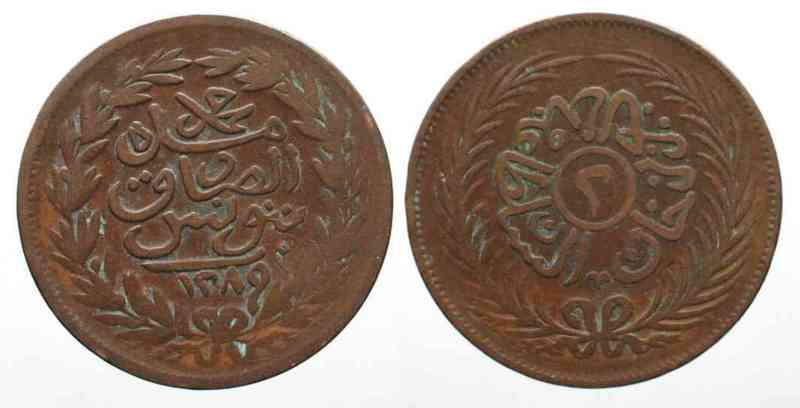
Pièce de 2 nasrys en bronze (1289 AH - 1872) aux armes de Sadok Bey.

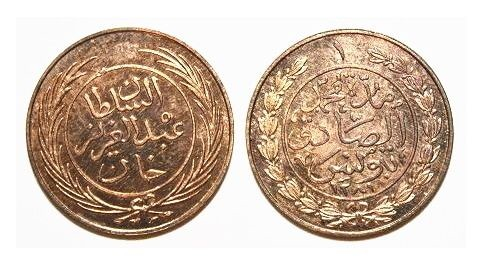
1 kharouba d'argent (1281 AH - 1865) aux armes de Sadok Bey.

Par ailleurs, le beylicat de Tunis est quasiment ruiné à partir des années 1850 et passe sous perfusion : la banqueroute est prononcée dans les années 1870, la dette souveraine est alors rachetée par des banques européennes, principalement sur la place de Paris. Cette situation catastrophique explique en grande partie la situation monétaire de la Tunisie durant les années 1850-1870.

## Matériaux
- Le rial et la kharouba sont en principe des pièces en argent.
- Le nasry, le fels et le qafsi sont des pièces en bronze.